# أحمد علي عبد الله السنيدار
أحمد علي عبد الله السنيدار برلماني يمني، عضو في مجلس النواب، عضو لجنة الإعلام الثقافة والسياحة عن الدورة البرلمانية 2003-2009 والكتلة البرلمانية لنواب حزب المؤتمر الشعبي العام عن الدائرة الانتخابية رقم (7) بأمانة العاصمة صنعاء. ولد عام 1945 في صنعاء. حاصل دبلوم بعد الجامعة + دورات عسكرية.

## فترة المجلس
طالع أيضاً مجلس النواب اليمني بإتفاق سياسي مُددت فترة المجلس لمدة عامين ثم مُددت لمدة عامين آخرين حتى 2013 حسب إتفاق المبادرة الخليج. ولكن نظراً للأزمة السياسية القائمة منذ ذلك العام واندلاع الحرب المستمرة منذ 2015 لم يتسنى انتخاب مجلس نواب جديد، ولا تزال الشرعية متجسدة في المجلس المنتخب عام 2003 حتى اليوم.